# Aeroportul Ipota
Aeroportul Ipota (IATA: IPA, ICAO: NVVI) este un aeroport din Tafea⁠(d), Vanuatu ce deservește zona Erromango⁠(d).
Situat la o altitudine de 14 m, aeroportul dispune de o singură pistă.